# Historiska lajv
Historiska lajv är lajv som utspelar sig i en, så långt detta är möjligt, historisk miljö. Dessa lajv är mindre vanliga, eftersom de ställer högre krav på deltagarna än de flesta fantasylajv.
Ett lajv som utspelar sig i en alternativ historisk verklighet (till exempel om Sverige dragits in i andra världskriget) kallas alternativhistoriskt.
Ett historiskt lajv kan även ha inslag av andra genrer och definieras då utifrån detta; till exempel genom att kallas historiskt lajv med fantasyinslag'. Skräcklajv utspelas ibland i 1920-1930-talsmiljö, men kallas sällan historiska lajv, trots att tidstrogenheten brukar vara mycket stor.
Lajv eller levande rollspel med historisk bakgrund utgjorde också starten för "reenactment" (återgivelse, återskapande, historiskt återskapande) på de platser i världen där inte sådana tidigare gestaltades. Historiska händelser och miljöer blev en del av lajvföreteelsen i Sverige under mitten av 1990-talet. De första beskrev en utveckling som sedermera ledde till större uppmärksamhet för återgivelse som hobby och uttrycksform, med egna föreningar och distinkt inriktning på årtal och kulturell händelsesfär. Även redan existerande historiska föreningar och ordnar gagnades av uppsvinget, samtidigt som större upplagor och fler temalagda magazin rörande historiska eller vetenskapliga ämnen började säljas parallellt genom dramatiskt sjunkande priser för att producera media på papper i text och bild. Definitionsmässigt skiljer ett lajv sig från en återgivning genom att det senare har föga eller inga anspråk på att ändra det uppspelade skedet utifrån sin historiska förlaga. Ett historiskt lagt lajv kan ägna sig åt att gestalta atmosfären från en viss tid, noggrant ner till kläder, seder, musik, och språkbruk, men kan tillåta scenen större frihet, och därmed rollspel eller simultan teater framför dikterad teater.

## Exempel på historiska lajv
- 1632 (Reenactment 1995. Utspelade sig i trosslägret till slaget vid Lützen.)
- Gränsen (romarlajv)
- Gutnalthingi (gotländskt 1100-tal)